# Бексель, Свен-Петер
Свен-Петер Бексель (швед. Sven Peter Bexell;  26 сентября 1775, Вильштад, лен Йёнчёпинг, Шведское королевство - 5 мая 1864, Гриметон, лен Халланд) — шведский историк, офицер, священник, член Риксдага (парламента Швеции). Член Шведской королевской академии словесности.

## Биография
Родился в семье благочинного. В 1793 году волонтёром вступил в королевскую армию. С 1795 года служил драбантом при короле Густаве IV Адольфе, которого в 1796–1798 годах сопровождал в поездках по Швеции, Дании, Финляндии и Германии. В 1799 году получил чин лейтенанта. 
Прослужив некоторое время, в 1800 году оставил армию.В следующем году был рукоположён, с 1801 по 1805 года служил капелланом. Был пастором в приходе Гриметон. 
Окончил Лундский университет. В 1823, 1828, 1834, 1840 и 1844 годах избирался членом Риксдага (парламента Швеции).
Известный писатель
, историк культуры, занимался историей Халланда. В 1816 году участвовал в дискуссии о количестве воды в море.
Из сочинений его следует отметить: «История и описание Халланда» (Гётеборг, 1817), «История епархии Гётеборг» (1835), «История о гердаминне» («Historia och herdaminne» (1835),  «Вклад в историю Церкви Швеции и риксдаг из архива Пресвитерии»  («Bidrag till svenska kyrkans och riksdagarnes historia ur Presteståndets archiv») (1835), в сотрудничестве с А. Альквистом издал «Материалы для истории шведской церкви с 1650 г.» (Стокгольм, 1835).
Член Готический союза (с 1816), Королевского общества науки и литературы в Гётеборге (с 1817), Общества за свободу и христианство, член-корреспондент Шведской королевской академии сельскохозяйственных наук (1818)

## Награды
- Орден Вазы (1818)